# 金塔火焰花
金塔火焰花（学名：Phlogacanthus pyramidalis）是爵床科火焰花属的植物。分布在越南北部以及中国大陆的海南等地，生长于海拔1,300米的地区，多生长在低海拔至中海拔林中，目前尚未由人工引种栽培。

## 别名
火焰花（海南植物志）